# Åseda distrikt
Åseda distrikt är ett distrikt i Uppvidinge kommun och Kronobergs län. Distriktet ligger i och omkring Åseda. 

## Tidigare administrativ tillhörighet
Distriktet inrättades 2016 och utgörs av det område som Åseda köping omfattade till 1971 och vari Åseda socken uppgick 1965.
Området motsvarar den omfattning Åseda församling hade 1999/2000.